# Haudainville
Haudainville è un comune francese di 1 014 abitanti situato nel dipartimento della Mosa nella regione del Grand Est.

## Società

### Evoluzione demografica
Abitanti censiti